# Tommaso da Celano
Tommaso da Celano (Celano, 1190 circa – Val de' Varri, 1265 circa) è stato un francescano, poeta e scrittore italiano.
È celebre per essere considerato il probabile autore della sequenza Dies irae, e per aver composto due Vitae di san Francesco d'Assisi, una Vita di santa Chiara, e almeno due lodi del Poverello.

## Biografia

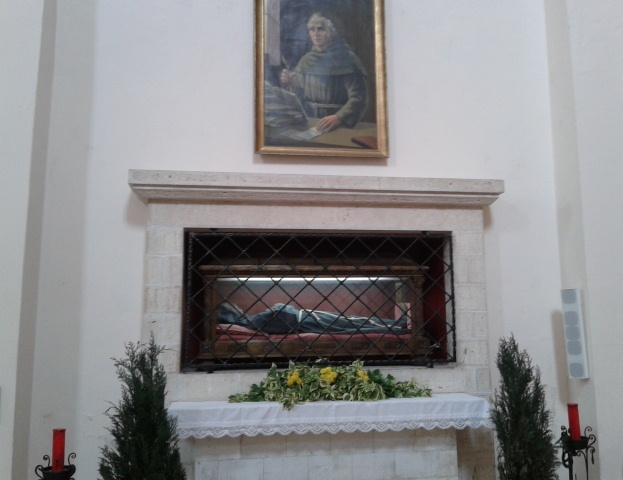
Reliquia del Beato Tommaso da Celano (Chiesa di San Francesco a Tagliacozzo)

Tommaso entrò nell'Ordine francescano attorno al 1215. Non fu, quindi, uno dei primi discepoli del santo di Assisi, ma comunque lo conobbe personalmente.
Nel 1221 si propose per partecipare a una missione in Germania con Cesario di Spira per promuovere il nuovo ordine francescano, e nel 1223 fu nominato "custode unico" (custos unicus) della Provincia renana dell'ordine, che comprendeva Colonia, Magonza, Worms, e Spira.
Dopo un paio d'anni, tornò in Italia e fu presente a due eventi notevoli della biografia di san Francesco d'Assisi: la morte del poverello di Assisi (3 ottobre 1226) e la sua proclamazione a Santo (16 luglio 1228).
Fu incaricato da Papa Gregorio IX di redigere una Vita del Santo; risultata insoddisfacente per una parte dei francescani (che si dividevano tra Spirituali e Conventuali), la Vita ebbe una seconda redazione, coadiuvata da testimonianze di altri francescani che avevano seguito Francesco da vicino. Come è noto, tutti questi scritti furono poi sostituiti ufficialmente dalla Legenda maior di Bonaventura di Bagnoregio e condannati alla totale distruzione.
Nel 1260 Tommaso ottenne il suo ultimo incarico, direttore spirituale di un monastero di Clarisse situato in Val de' Varri, tra Lazio e Abruzzo, dove morì attorno al 1265, non distante da Celano, sua città natale.
Fu sepolto nella chiesa del monastero delle Clarisse di San Giovanni in Barri, situato su un monte della Val de' Varri, tra i contemporanei comuni di Pescorocchiano (RI) e Sante Marie (AQ), dove visse negli ultimi anni. La salma fu dapprima traslata nel vicino monastero di Santa Maria del Piano e dal 1516 nella chiesa-convento di San Francesco a Tagliacozzo, nella Marsica.

## Culto
Tommaso è venerato come beato per vox populi, vox Dei.
L'ultima ricognizione canonica delle reliquie fu effettuata nel corso del novecento, nella seconda metà degli anni cinquanta, in occasione del settecentenario dalla morte.

## Opere
- Legenda ad Usum chori (1230 circa)
- S. Francisci Assisensis vita et miracula
  - Vita prima S. Francisci (1228/1229): si tratta di un testo storico
  - Vita secunda S. Francisci (1246/1247): si tratta di un testo leggendario basato su fonti agiografiche.
  - Tractatus de miraculis S. Francisci considerata come la Vita Terza di San Francesco (tra il 1247 e il 1257)
- Legenda S. Clarae Virginis (1255)
- Probabile autore del "Dies irae".